# Долното езеро
Долното езеро е най-ниско разположеното от Седемте рилски езера – на най-долното стъпало на обширния едноименен циркус.
Намира се на 2095 m надморска височина. Площта му е 59 декара, а обемът – 240 000 m3. Дълго е 330 m и широко до 260 m. Най-голямата му дълбочина е 11 m.
Има стръмен праг от юг и изток, от запад и север е обрасло с клек и смрика.
В Долното езеро се събират водите, които изтичат от шестте по-горни езера. Оттокът му дава началото на река Джерман.
Край западния бряг на езерото минава пътеката от хижа Вада за хижа Седемте езера.